# Flaurling
Flaurling is een gemeente in het district Innsbruck Land van de Oostenrijkse deelstaat Tirol.
Flaurling ligt in het Inndal, tussen Innsbruck en Telfs, ten zuiden van de Inn, bij de uitmonding van de Kanzingbach. De gemeente bestaat uit de delen Flaurling-Dorf, Flaurling Bahnhof (met een industriegebied) en Flaurlingberg, gelegen aan de westelijke uitlopers van een middelgebergteterras.
Flaurling werd reeds in 763 voor het eerst vermeld, als Flurininga. In de late Middeleeuwen vormde het de parochie voor dorpen rond Zirl en Telfs.
Sinds 1816 is Flaurling een zelfstandige gemeente. De Flaurlinger Alm is startpunt voor de vele wandelroutes in de bergen. Flaurling is bereikbaar via de Inntal Autobahn en de Arlbergspoorlijn.
Absam · Aldrans · Ampass · Axams · Baumkirchen · Birgitz · Ellbögen · Flaurling · Fritzens · Fulpmes · Gnadenwald · Götzens · Gries am Brenner · Gries im Sellrain · Grinzens · Gschnitz · Hall in Tirol · Hatting · Inzing · Kematen in Tirol · Kolsass · Kolsassberg · Lans · Leutasch · Matrei am Brenner · Mieders · Mils · Mutters · Natters · Navis · Neustift im Stubaital · Oberhofen im Inntal · Obernberg am Brenner · Oberperfuss · Patsch · Pettnau · Pfaffenhofen · Polling in Tirol · Ranggen · Reith bei Seefeld · Rinn · Rum · St. Sigmund im Sellrain · Scharnitz · Schmirn · Schönberg im Stubaital · Seefeld in Tirol · Sellrain · Sistrans · Steinach am Brenner · Telfes im Stubai · Telfs · Thaur · Trins · Tulfes · Unterperfuss · Vals · Völs · Volders · Wattenberg · Wattens · Wildermieming · Zirl
- Gemeinsame Normdatei: 4017437-2
- Virtual International Authority File: 239430411
- WorldCat: E39PBJfCymFXTVbmj8C3KTD8YP